# Cnidoglanis macrocephalus
Cnidoglanis macrocephalus es una especie de peces de la familia Plotosidae en el orden de los Siluriformes.

## Morfología
• Los machos pueden llegar alcanzar los 91 cm de longitud total y 2.500 g de peso.
- Número de  vértebras:  77-78.[3]

## Alimentación
Los adultos comen principalmente moluscos y poliquetos.

## Depredadores
Es depredado por  Platycephalus Speculatores  , Pelecanus conspicillatus  , Phalacrocoraxcarbo  ,Phalacrocorax melanoleucos y Phalacrocorax varices .

## Hábitat
Es un pez demersal y de clima templado que vive hasta los 30 m de profundidad.

## Distribución geográfica
Es un endemismo de Australia.

## Longevidad
Puede llegar a vivir 13 años.

## Observaciones
La presencia de espinas afiladas en las aletas dorsal y pectoral pueden infligir heridas dolorosas.